# Benincasa de Montepulciano
Benincasa de Montepulciano (Montepulciano, 1375 - Monticchiello, le 9 mai 1426) est un religieux servite de Marie italien reconnu bienheureux par l'Église catholique. 

## Biographie
Benincasanaît à Montepulciano 1375 et entre très jeune chez les servites de Marie ; à 25 ans, il décide de vivre en ermite sur le Mont Amiata, à l'endroit où saint Philippe Benizi (1233-1285), grand propagateur des servites de Marie, avait lui-même déjà vécu comme pénitent. Il construit une cellule sur la montagne près des Bagni San Filippo (en)et mène une vie solitaire et pénitente, adonné à la prière et à la contemplation, et vivant uniquement de pain de d'eau. Il est admiré pour sa sainteté et les fidèles sont persuadés que Dieu opère, par son intercession, des guérisons et délivre les possédés. C'est pour éviter cette vénération qu'il quitte son ermitage pour aller vivre dans une grotteprès de Monticchiello. C'est là qu'il meurt à l’age de 50 ans.

## Culte
Son culte commence immédiatement après sa mort et son corps est disputé entre les villes de Montepulciano et de Monticchiello ; il est finalement enseveli dans cette dernière ville dans l'église saint Martin, non loin de la grotte où il vivait. Il y reste jusqu'à la fin du XVIe siècle ou du début du XVIIe siècle, lorsqu'il est transporté dans l'église de SS. Leonardo et Cristoforo, où il se trouve encore aujourd'hui.
Le premier procès pour l'approbation officiel de son culte a lieu entre 1822 et 1829, à la demande du Père provincial des servites de Toscane. Il est approuvé par la congrégation des rites le 19 décembre 1829 et confirmée par le pape Pie VIII le 23 décembre de la même année. Il est fêté le 9 mai de chaque année.